# Wahl des Vorsitzenden der japanischen Neuen Fortschrittspartei
Die Wahl des Vorsitzenden der japanischen Neuen Fortschrittspartei (jap. 新進党党首選挙, Shinshintō tōshu senkyo) entschied über den Vorsitzenden (tōshu) der von 1994 bis 1997 größten Oppositionspartei Japans, der Neuen Fortschrittspartei (NFP).
Sie fand dreimal statt, jedes Mal nach einem anderen Verfahren: Bei der ersten Wahl kurz vor der Parteigründung im Dezember 1994 stimmten nur die Abgeordneten der zukünftigen Partei im nationalen Parlament ab. Im Dezember 1995 wurden landesweite Vorwahlen unter Mitgliedern und registrierten Anhängern (für 1.000 Yen Beitrag) durchgeführt. Bei der dritten Wahl im Dezember 1997 – wenige Tage vor der endgültigen Auflösung der Partei – wählten die Abgeordneten im nationalen Parlament, NFP-Kandidaten für die nächste Wahl zum nationalen Abgeordnetenhaus und Delegationen aus den NFP-Präfekturverbänden den Parteivorsitzenden.

## Ergebnisse
| Datum         | Wahlberechtigte                                                                                    | Wahlsieger                           | Stimmen   | Weitere Kandidaten                                                                     | Stimmen |
| ------------- | -------------------------------------------------------------------------------------------------- | ------------------------------------ | --------- | -------------------------------------------------------------------------------------- | ------- |
| 8. Dez. 1994  | 214 nationale Abgeordnete                                                                          | Toshiki Kaifu (Liberaler Reformbund) | 131       | Tsutomu Hata (Erneuerungspartei) Takashi Yonezawa (Demokratisch-Sozialistische Partei) | 52 31   |
| 28. Dez. 1995 | 490.000 Parteimitglieder 1,5 Millionen registrierte Anhänger                                       | Ichirō Ozawa                         | 1.120.012 | Tsutomu Hata                                                                           | 566.998 |
| 18. Dez. 1997 | 174 nationale Abgeordnete 174 Präfekturdelegierte 68 Kandidaten für das nationale Abgeordnetenhaus | Ichirō Ozawa                         | 230       | Michihiko Kano                                                                         | 182     |